# SNK

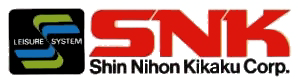
El logotip de SNK: Shin Nihon Kikaku Corp. de 1982 a 1986 combinat amb el logotip original de 1978 "S"

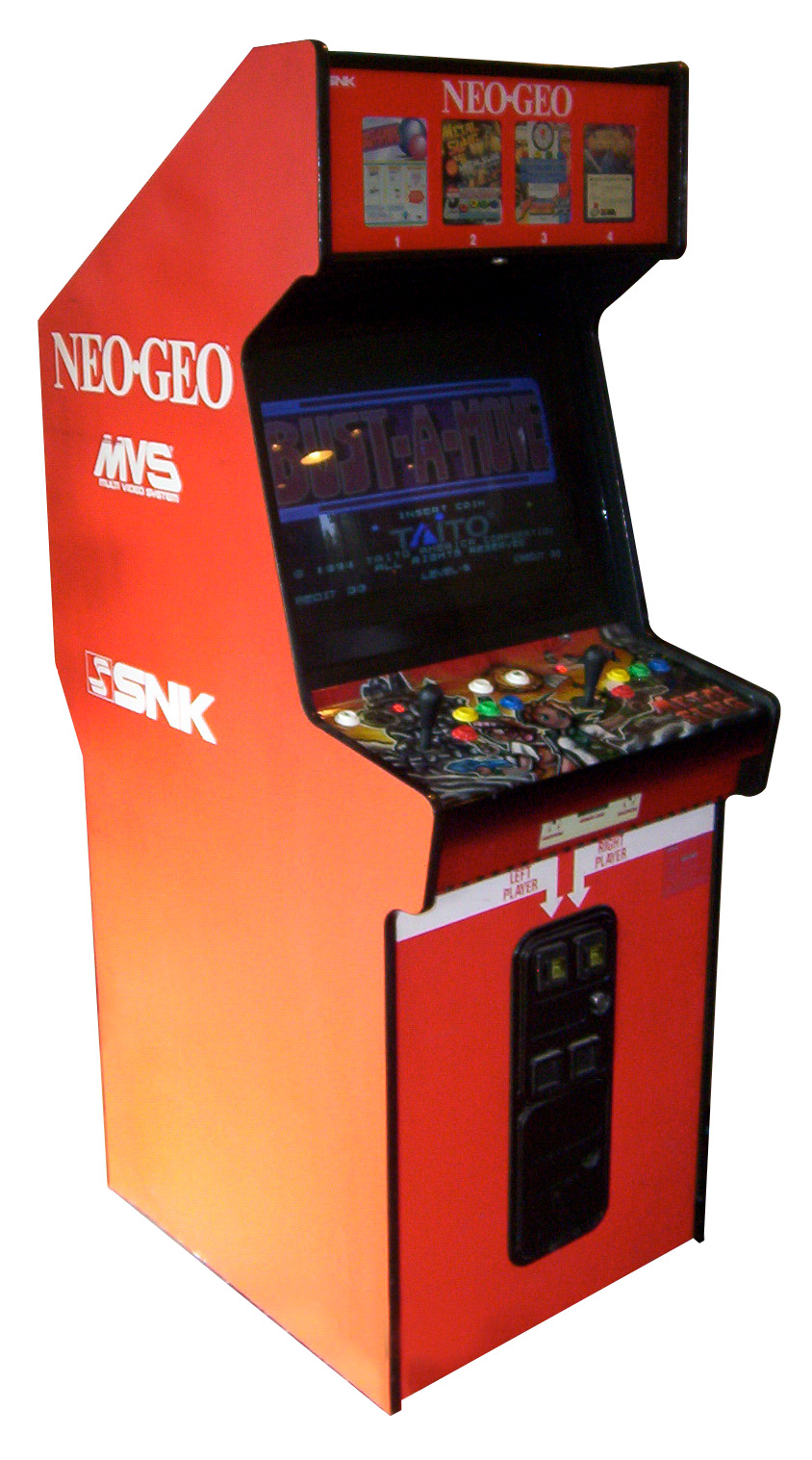
Neo-Geo arcade.

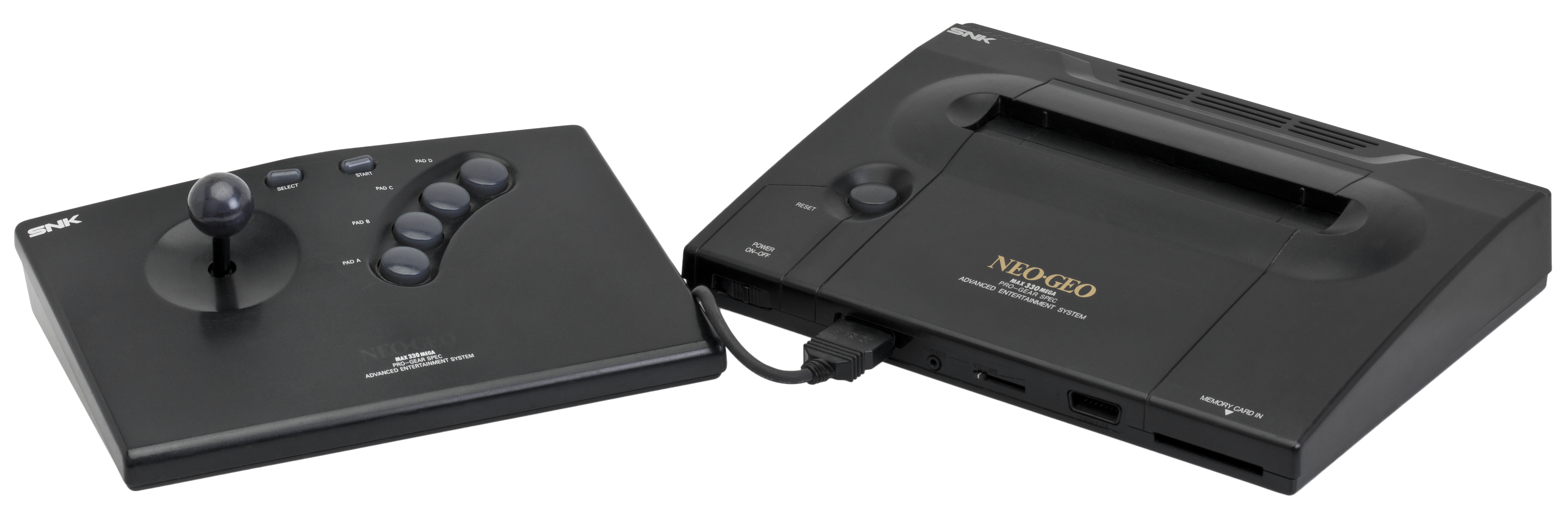
Videoconsola Neo-Geo casolana.

SNK Corporation (株式会社SNK, Kabushiki-gaisha Esu Enu Kē) és una empresa de videojocs japonesa, fundada el 22 de juliol de 1978 per Eikichi Kawasaki, essent «Ozma Wars» el seu primer videojoc i va crear la videoconsola Neo-Geo i la seva màquina recreativa. Va passar a dir-se SNK Playmore. Els videojocs de Neo-Geo conserven els drets d'autor tutelats per aquesta empresa.

## Història

### Era del Shin Nihon Kikaku
A principis de l'any 1970, Eikichi Kawasaki, exboxejador, va fer la gestió d'una cafeteria i d'una empresa de construcció d'enginyeria civil a Osaka. El 1973, va comprar una empresa de maquinària elèctrica a Kobe i va fundar Shin Nihon Kikaku (新日本企画, , nou projecte nipó). Quan Eikichi Kawasaki va notar el ràpid creixement que s'estava produint en el mercat dels videojocs que funcionen amb monedes, va ampliar Shin Nihon Kikaku per incloure el desenvolupament i comercialització de jocs operats amb maquinària de monedes independents. Al 22 de juliol de l'any 1978 l'empresa es va reconstituir com Shin Nihon Kikaku Corporation a Higashiōsaka.
L'empresa va rebre el sobrenom de "Shin Nihon Kikaku" en katakana al principi, però des de 1981 s'ha canviat a "SNK" prenent les inicials de l'alfabet romà (Shin Nihon Kikaku). La notació dels drets d'autor en anglès també era "SNK CORPORATION". Es va establir a Sunnyvale, Califòrnia, per lliurar la seva pròpia marca de jocs operats amb monedes als jocs recreatius d'Amèrica del Nord. SNK va triar John Rowe per dirigir la seva operació nord-americana.

### Era SNK
L'abril del 1986, el nom de l'empresa es va canviar pel sobrenom "SNK", però el nom comercial registrat havia de ser SNK Corporation. Això es deu al fet que el Ministeri de Justícia en aquell moment no permetia el registre de noms comercials en alfabet.. El novembre de 1986, la filial nord-americana SNK Corporation of America va néixer a Sunnyvale, Califòrnia.
Aquesta segona meitat de la dècada dels anys 1980 SNK es crea una reputació rellevant. Els jocs que produeix són cada vegada més bells i millor dissenyats i les seves creacions progressen a gran velocitat.
Al març de 1988, el personal de SNK es va traslladar a un edifici a Suita, Osaka, Japó.

### Sistema Neo-Geo
A l'any 1990, SNK crea la placa Neo-Geo MVS, una de les primeres plaques a utilitzar cartutxos intercanviables. Un dels artífexs del sistema nou fou el director de desenvolupament d'SNK, Takashi Nishiyama, extreballador d'Irem i de Capcom —on produí el primer Street Fighter—, que tingué la idea d'utilitzar cartutxos intercanviables per a les màquines recreatives en compte de cabines per plaques completes, més cares i susceptibles de ser copiades, un concepte que reeixí fins i tot en mercats dominats per la pirateria informàtica com l'Amèrica Central, l'Amèrica del Sud i la Xina. Va desenvolupar videojocs com Metal Slug, Fatal Fury, Art of Fighting o The King of Fighters, tots per a la gairebé extinta Neo-Geo. A l'any següent es crea la consola Neo Geo AES i a l'any 1994, crea la consola Neo Geo CD. La placa MVS surt del catàleg i la consola AES ho va fer l'any 2004, amb catorze anys de suport, sent superada pels 18 anys del NEC PC-9801 i superant els 12 de la PlayStation 2. El 2001, la família Neo Geo va acabar. Va ser reviscut breument 11 anys després amb el Neo Geo X.

### Fallida per fracàs de rehabilitació civil
Lamentablement els fracassos comercials que havia tingut anteriorment com a companyia a inicis dels anys 2000 va provocar que estigués a vora de la fallida, això va fer que signés un contracte amb la companyia nipona Aruze (companyia especialitzada en jocs pachinko, semblant a les escurabutxaques occidentals) per obtenir un pla de rescat per la qual aquesta s'encarregaria dels grans deutes a canvi d'obtenir les llicències de les seves franquícies i així poder adornar les màquines de pachinko amb detalls de Fatal Fury, KOF i altres jocs de la companyia.
Lamentablement la situació no va millorar i Aruze no va donar suport a SNK com era necessari per no aplicar les seves veritables intencions: utilitzar solament les llicències de SNK i deixar a la seva sort a la companyia sense donar-li el suport econòmic que tenia previst, amb la conseqüència de la cancel·lació de diversos títols en desenvolupament.
SNK va tancar totes les operacions Americanes, Canadenques i Europees el 13 de juny de 2000. La companyia va vendre els drets de distribució a Amèrica del Nord per als sistemes arcade MVS i els sistemes fotogràfics Neo Print. Va concedir la llicència de localitzacions nord-americanes d'algunes versions de consola a empreses externes.
Amb la moral baixa i un futur poc clar, molts dels empleats de l'empresa van deixar la seva feina. Alguns es van unir als rivals Capcom i Arc System Works, i altres van passar a fundar el desenvolupador Dimps. Kawasaki, juntament amb cinc antics executius de SNK, van finançar la formació de BrezzaSoft, que va continuar desenvolupant jocs de Neo Geo com The King of Fighters 2001.
Amb un deute total d'uns 38.000 milions de iens, SNK va renunciar a la reconstrucció voluntària i, el 2 d'abril de 2001, SNK va sol·licitar l'aplicació de la Llei de rehabilitació civil al Tribunal de Districte d'Osaka, fent fallida efectivament. La sol·licitud va ser acceptada, i els tràmits de revitalització es van procedir un cop, i la seu central va tornar a la ciutat de Suita, prefectura d'Osaka. El tribunal de districte va decidir abolir el procediment de rehabilitació civil l' 1 d'octubre del mateix any.
El 30 d'octubre de 2001, el Tribunal de Districte d'Osaka va declarar a SNK fallida i va fer fallida. Les llicències per a la producció de jocs de SNK i els drets de desenvolupament de les seves franquícies es van vendre a diverses altres companyies. Aquests inclouen BrezzaSoft, que va produir The King of Fighters 2001, com Eolith, amb seu a Corea del Sud, que va produir la franquícia The King of Fighters entre 2001 i 2002, i Mega Enterprise, que va produir Metal Slug 4.

### En el moment de la constitució

SNK Playmore, logo de 2003 a 2016

Establert com Playmore Corporation l'1 d'agost de 2001. Originalment era una filial de l'antic SNK. Inicialment, era una empresa legal especialitzada en serveis de gestió de drets d'autor, i seria incorrecte referir-se a l'antic SNK com a empresa predecessora. El 30 d'octubre del mateix any, la companyia va guanyar els drets de propietat intel·lectual de l'empresa en una oferta feta durant la fallida de l'antiga SNK.
Per restablir la seva presència al mercat dels jocs, Playmore va adquirir BrezzaSoft i els seus antics desenvolupadors de SNK, així com el desenvolupador japonès de Neo Geo Noise Factory. Sun Amusement, un distribuïdor de jocs comercials japonès, va ser adquirit per SNK per proporcionar a l'empresa un punt de distribució arcade al Japó. Es van establir oficines internacionals a Corea del Sud, Hong Kong i els Estats Units amb el nom de SNK NeoGeo per a la distribució comercial i, més tard, de jocs de consum. El juliol de 2003, amb el permís d'Eikichi Kawasaki, el fundador de l'antiga empresa SNK, l'empresa va canviar el seu nom a SNK Playmore Corporation. El mateix any, SNK va comprar ADK poc després es va declarar en fallida. Anteriorment, ADK era una empresa de tercers que havia estat fortament associada amb SNK des de finals de la dècada de 1980. Les operacions de SNK Playmore al Japó ja s'assemblaven en gran manera a l'empresa original: SNK va donar feina a molts empleats que van marxar després de la declaració de fallida i van ocupar el seu antic edifici.
Va passar a dir-se SNK Playmore. Eis videojocs de Neo-Geo conserven els drets d'autor tutelats per aquesta empresa. Per desgràcia, apareixerien altres problemes que ho afectarien negativament per sempre: la pirateria. La popularitat d'Internet va portar la facilitat de hackeig de diferents sistemes arcade incloent les produïdes per la SNK. Originalment, SNK no havia posat mètodes anticòpies en les seves consoles i plaques arcade abans de la primera dècada dels anys 2000. Fins i tot, amb la pirateria es varen burlar diversos mètodes anticòpies interposats per la mateixa SNK, la qual cosa va agreujar els atacs de la pirateria i, posteriorment, a l'any 2004 el sistema Neo-Geo s'acomiadà amb Samurai Shodown V Special.
Des de l'any 2009, SNK també desenvolupa videojocs per a telèfons mòbils.

### Adquisició estrangera i restauració de marca
El 25 d'abril de 2016, SNK va abandonar oficialment el nom "Playmore" del seu logotip corporatiu i va reintroduir el seu antic eslògan, "The Future is Now", per significar "un retorn a la rica història de jocs de SNK". Va seguir un canvi de nom legal de SNK Playmore Corporation a SNK Corporation l'1 de desembre de 2016, per establir amb més fermesa SNK Playmore com a successor de l'antiga marca i llegat SNK. The King of Fighters XIV, la primera entrada de la seva sèrie en més de mitja dècada, es va publicar el 2016. El juliol de 2018, SNK va llançar la NEOGEO Mini, una consola en miniatura basada en el disseny de les màquines arcade japoneses de la companyia. Es va carregar prèviament amb quaranta jocs clàssics de Neo Geo.
El juny de 2019, es va publicar la dotzena entrada de la sèrie Samurai Shodown per a PlayStation 4 i Xbox One, seguida d'una versió arcade a l'octubre i una versió de Nintendo Switch més tard l'any.
El 4 de setembre de 2019, Nintendo va anunciar que el protagonista de Fatal Fury i el personatge de The King of Fighters Terry Bogard s'afegirien com a personatge descarregable i jugable a Super Smash Bros. Ultimate, amb un llançament previst al novembre de 2019. Terry va ser creat disponible el 6 de novembre, juntament amb un escenari basat en The King of Fighters i 50 cançons de diverses sèries de SNK.
El novembre 2020, la Fundació MiSK, una organització sense ànim de lucre propietat del príncep hereu de l'Aràbia Saudita, Mohammed bin Salman, va adquirir una participació del 33,3% de SNK a través de la seva filial, Electronic Gaming Development Company (EGDC), amb la intenció d'adquirir un 17,7% més de participació posteriorment per aconseguir el control de la companyia.
L'abril de 2021, es van nomenar tres membres de la junta des de l'Aràbia Saudita. EGDC va anunciar la seva intenció d'adquirir el 51% mitjançant compres addicionals. El febrer de 2022, la quota de propietat d'EGDC es va augmentar fins al 96,18%. Al maig, del mateix any, SNK notifica la retirada de les teves accions a la Borsa de Corea (KOSDAQ) i els plans futurs d'EGDC per adquirir totes les accions de l'empresa convertint-se en la seva filial de propietat total. El 20 de març de 2023, SNK va traslladar la seva seu principal a Yodogawa-ku, Osaka.

## Subsidiàries
- SNK H.K. Co., Ltd.: encarregada de les llicències i vendes a Àsia (excepte Japó i Corea del Sud).
- SNK USA Corporation: editor de programari i animació a Amèrica. Antigament coneguda com "SNK Corporation of America", que originalment es va ocupar de les vendes de programari de publicació als Estats Units des de 1981 fins a 2000.
- SNK Beijing: encarregada de les vendes de Neo-Geo a la Xina.

### Antigues subsidiàries
- ADK: Antiga desenvolupadora de videojocs per Neo-Geo. Va fer fallida el 2003 i va ser absorbida per SNK el mateix any.
- Neo Geo do Brasil: encarregada de les vendes de Neo-Geo al Brasil de 1993 a 1998.

## Anotació
1. ↑  Les empreses de jocs que van seguir el mateix cami inclouen ADK, NMK, TDK i RKB Mainichi Broadcasting